# Aberci de Hieràpolis
El bisbe Aberci (llatí Abercius, grec Abérkios Ἀβέρκιος), va ser el suposat successor de Pàpies de Hieràpolis o Paplas a la seu de Hieràpolis cap a l'any 150. És venerat com a sant i la festa és el 22 d'octubre.

## Obra
Va escriure "Epístola a l'emperador Marc Aureli" i "el llibre de la disciplina", ambdós perduts. L'epitafi d'Aberci, una inscripció sepulcral en vers, es conserva al Museu Vaticà.
Se li atribueixen: 
- Una epístola a l'emperador Marc Aureli.
- Un llibre sobre disciplina (βίβλος διδασκαλίας) dirigit al seu clergat.